# Comércio móvel
O comércio móvel é a habilidade de conduzir o comércio, usando um dispositivo móvel por exemplo um telefone móvel, um PDA, um smartphone quando no movimento, e o outro equipamento móvel emergente, como dispositivos móveis do dashtop.
O comércio móvel não é simplesmente uma tecnologia nova. O grande diferencial da tecnologia sem fio (wireless) é permitir o acesso à Rede a qualquer momento e em qualquer lugar.A tecnologia sem fio torna a localização irrelevante, aumentando as oportunidades para negócios por meio da computação e do comércio móveis.
O panorama da computação móvel evoluiu rapidamente nas últimas duas décadas. A princípio, os computadores eram utilizados em locais fixos. Eram conectados por cabos e periféricos, outros computadores e redes. Essa falta de mobilidade restringia significativamente o desempenho das pessoas que trabalhavam fora do escritório, como vendedores, funcionários de manutenção, estudantes, fiscais de justiça, servidores públicos, etc.

## História
Em 2000 e 2001 centenas de bilhões de dólares nas taxas de licenciamento foram pagos por companhias de telecomunicações européias pelo UMTS e pelas outras licenças 3G. Os preços elevados pagos eram devido à expectativa de aplicações móveis altamente rentáveis do comércio. Estas aplicações móveis do comércio seriam entregues com a telefonia móvel de faixa larga fornecida por serviços do telemóvel 2.5G e 3G.
PDAs e os telemóveis tornaram-se tão populares que muitos negócios estão começando a usar o comércio móvel como um método mais eficiente do alcance e se estão comunicando com seus clientes. Embora as tendências tecnologicos e os avanços sejam concentrados na Ásia, Europa, Canadá e os Estados Unidos.

## Serviços de informação
Uma grande variedade de serviços de informação pode ser entregada aos usuários do telefone móvel aproximadamente da mesma maneira enquanto é entregada aos PCes. Estes serviços incluem:
- Serviços de notícias
- Resultado dos esportes
- Dados e informação do tráfego
- Televisão Móvel
- Banca Electrónica

## Vantagens sobre o Comércio Electrónico

### Venda de um produto ou serviço
Convergência de plataformas - passagem para o wireless
Muitos serviços, tais como o homebanking, a compra de bilhetes de cinema entre outros, que já eram possíveis serem utilizados a partir de um computador, são agora libertadas para poderem ser utilizadas a partir de qualquer local.
Serviços baseados em localização - o que existe ao pé de mim?
Quando o telemóvel se liga, é automaticamente conectado à antena mais próxima. Isto quer dizer que se estiver numa cidade é provável que se consiga uma fiabilidade na ordem das centenas de metros. Quando numa zona menos urbana a margem de erro passa para alguns kilometros.
Essa margem de erro pode ser limitativa para indicar o caminho até determinado sitio, mas permitem, por exemplo, a pesquisa de restaurantes próximos do local onde nos encontramos.
Mobile TV - "ao vivo e a cores", onde quer que esteja
Um outro serviço tecnologicamente viável, com o aumento da largura de banda, é a transmissão de vídeo para dispositivos portáteis.

### Aumento de Produtividade
Torna-se mais fácil o acesso à informação para os diferentes intervenientes de uma transacção ou processo, seja o comercial que pode entregar sempre os preços mais actualizados ao cliente, sejam os gestores que têm acesso aos dados mais recentes dos stocks, das vendas ou da localização de frotas, por exemplo.

### Novos métodos de pagamento
O comércio móvel, como no comércio electrónico, sem um serviço apropriado de sistemas de pagamento não teria utilidade (Wilson, p130).
Para efectuar um pagamento, existem várias possibilidades dadas pelo telemóvel. 
O principal é o pagamento de serviços ou produtos de baixo-valor, ou micro-pagamentos, em que cabe às operadoras telefónicas efectuar a transacção.
Este método é perfeito para grande volume de pequenos pagamento, como é o caso dos toques ou jogos, em que o utilizador envia uma mensagem de texto para um determinado número de valor acrescentado, diluindo-se até a barreira psicológica de efectuar um pagamento com dinheiro físico, ao facilitar o processo de compra.
Outros métodos de pagamento são o envio de uma referência para o cliente, para que este efectue o pagamento por Multibanco, ou a correspondência de um número de telefone a um número de cartão de crédito anteriormente registado.

### Maior aproximação ao Cliente
Com o aparecimento do comércio electrónico, as empresas tiveram a oportunidade de se aproximarem do cliente originando o chamado marketing one-to-one. Os comerciantes que não encarassem o comércio electrónico apenas como uma caixa registadora digital seriam os que teriam maiores benefícios (Gates, p90).
Através do uso do telemóvel, esta aproximação é ainda mais forte, pois é considerado um caminho mais rápido e eficiente.